# Ashwellthorpe and Fundenhall
Ashwellthorpe and Fundenhall är en civil parish i Storbritannien.   Den ligger i grevskapet Norfolk och riksdelen England, i den sydöstra delen av landet, 140 km nordost om huvudstaden London.